# Naturschutzgebiet Halbtrockenrasen am Dahlberg

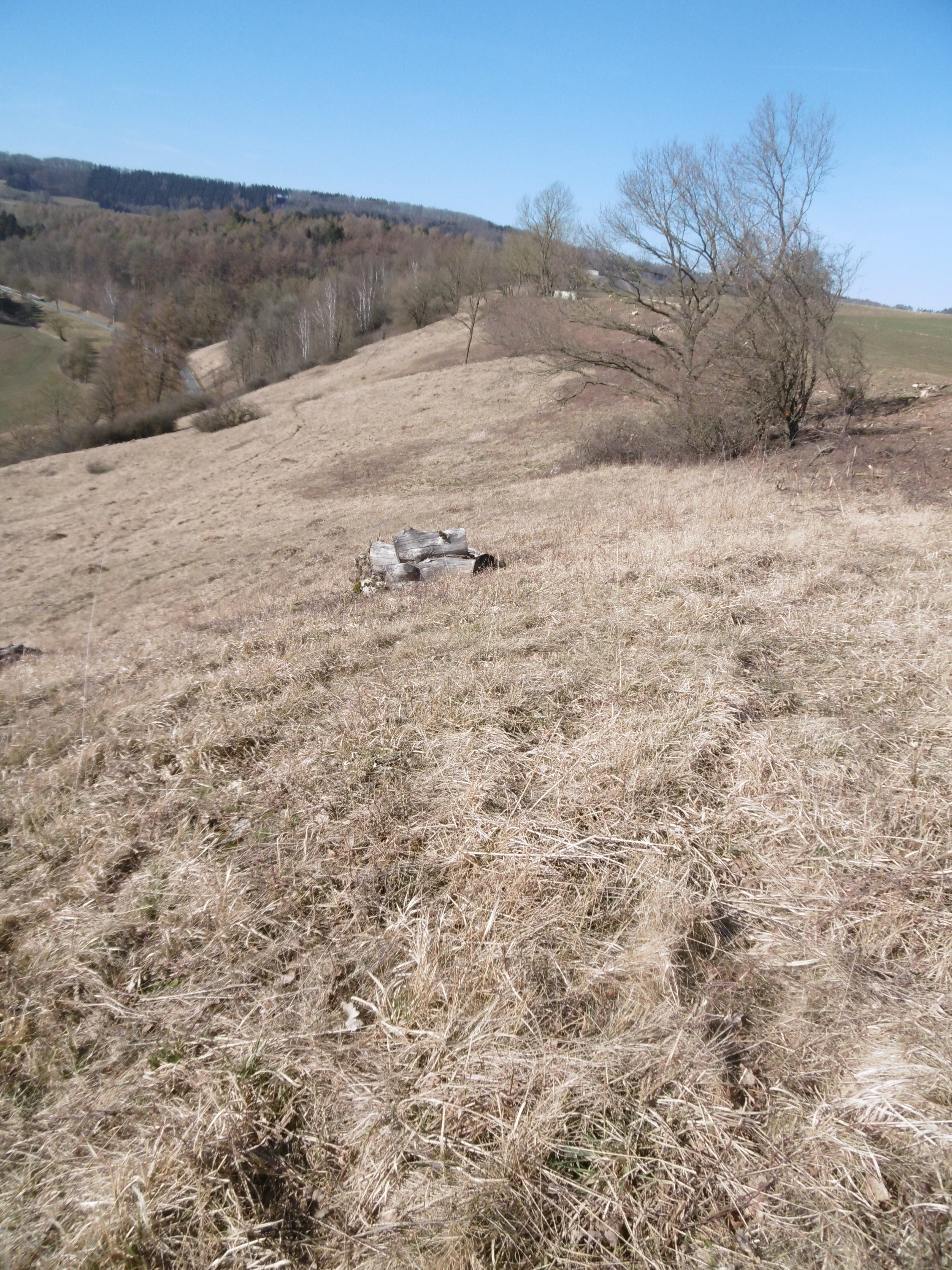
NSG im März

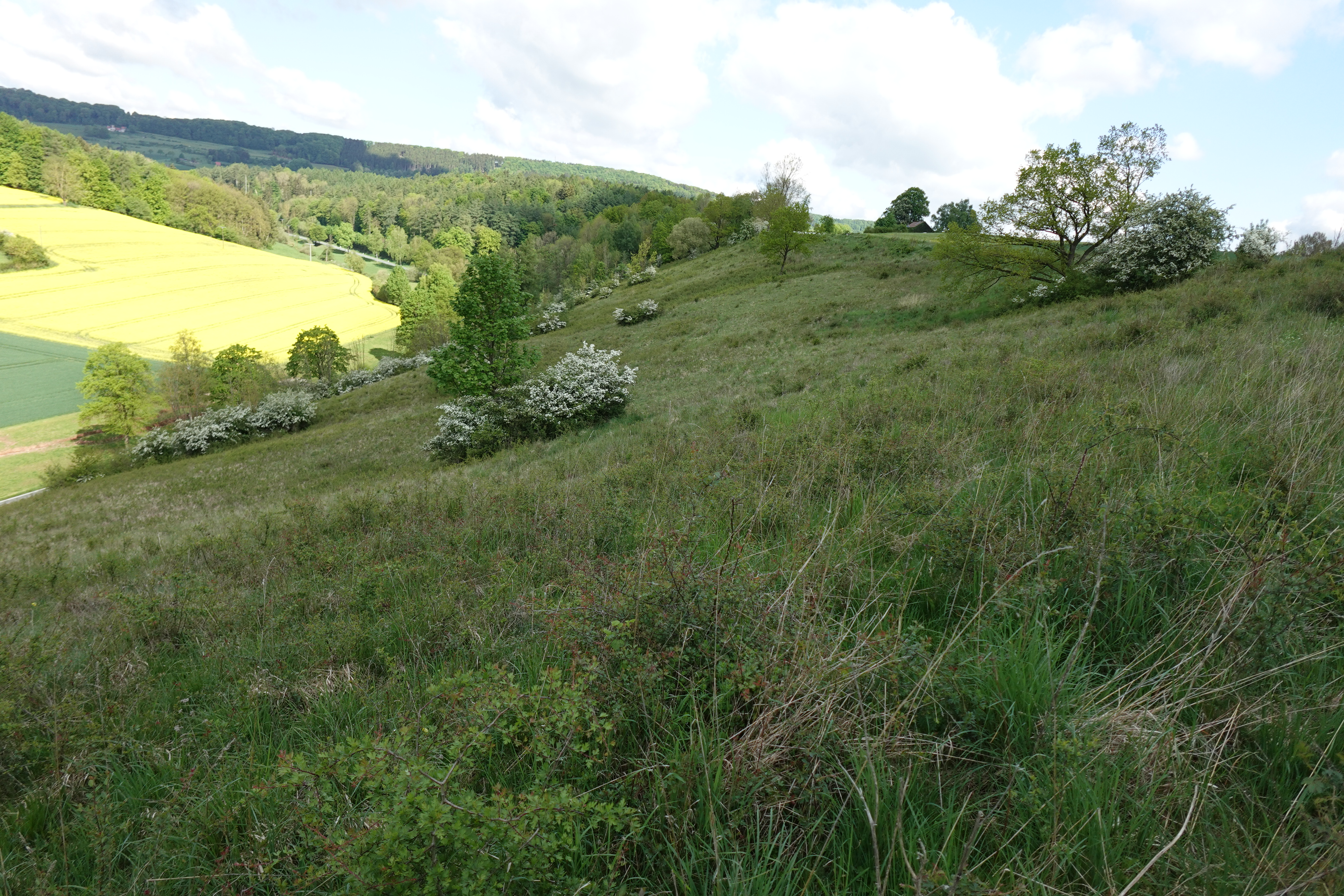
Gebiet Anfang Mai

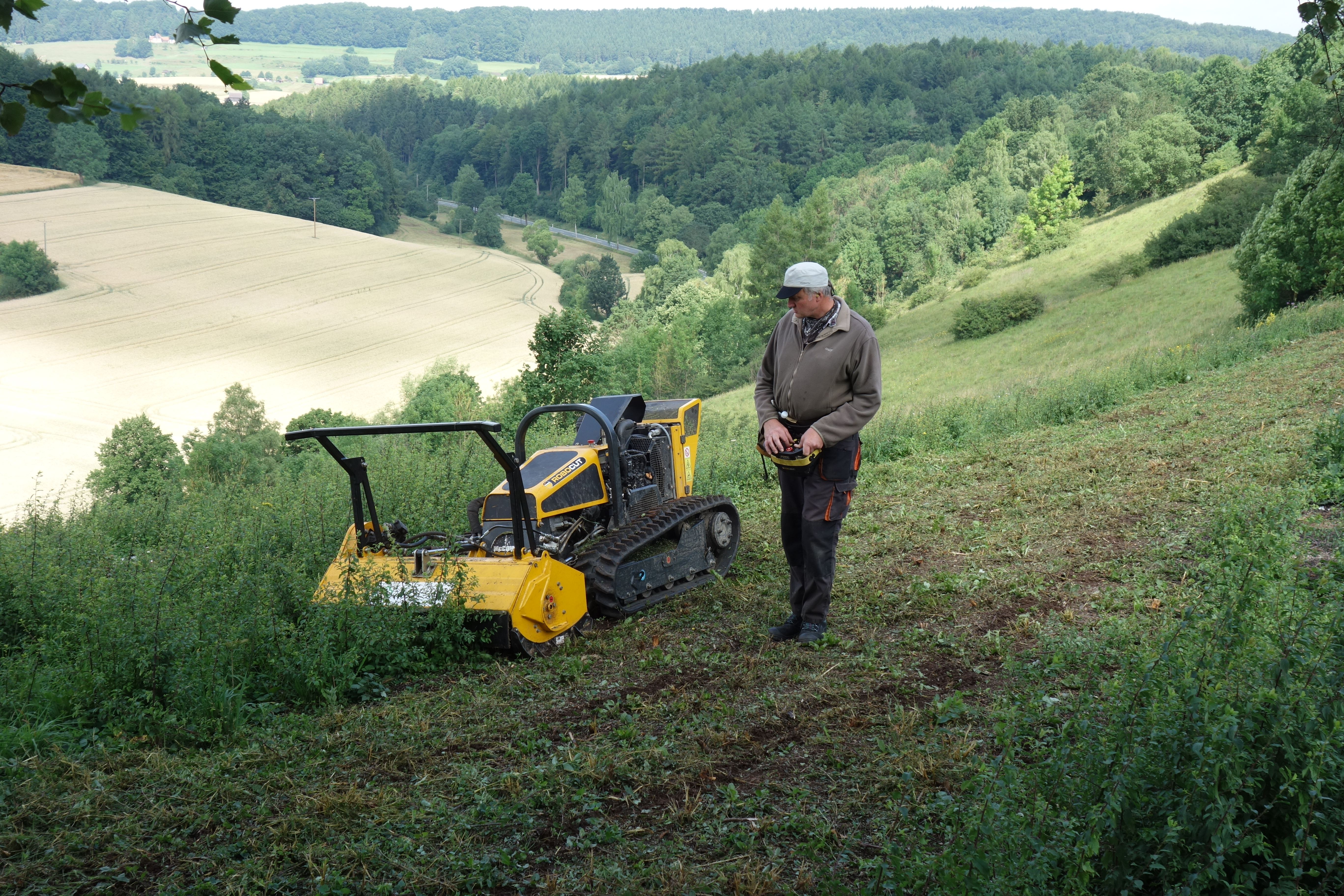
Mulchen eines im Vorwinter von Schwarzdornbüschen entbuschten Bereichs

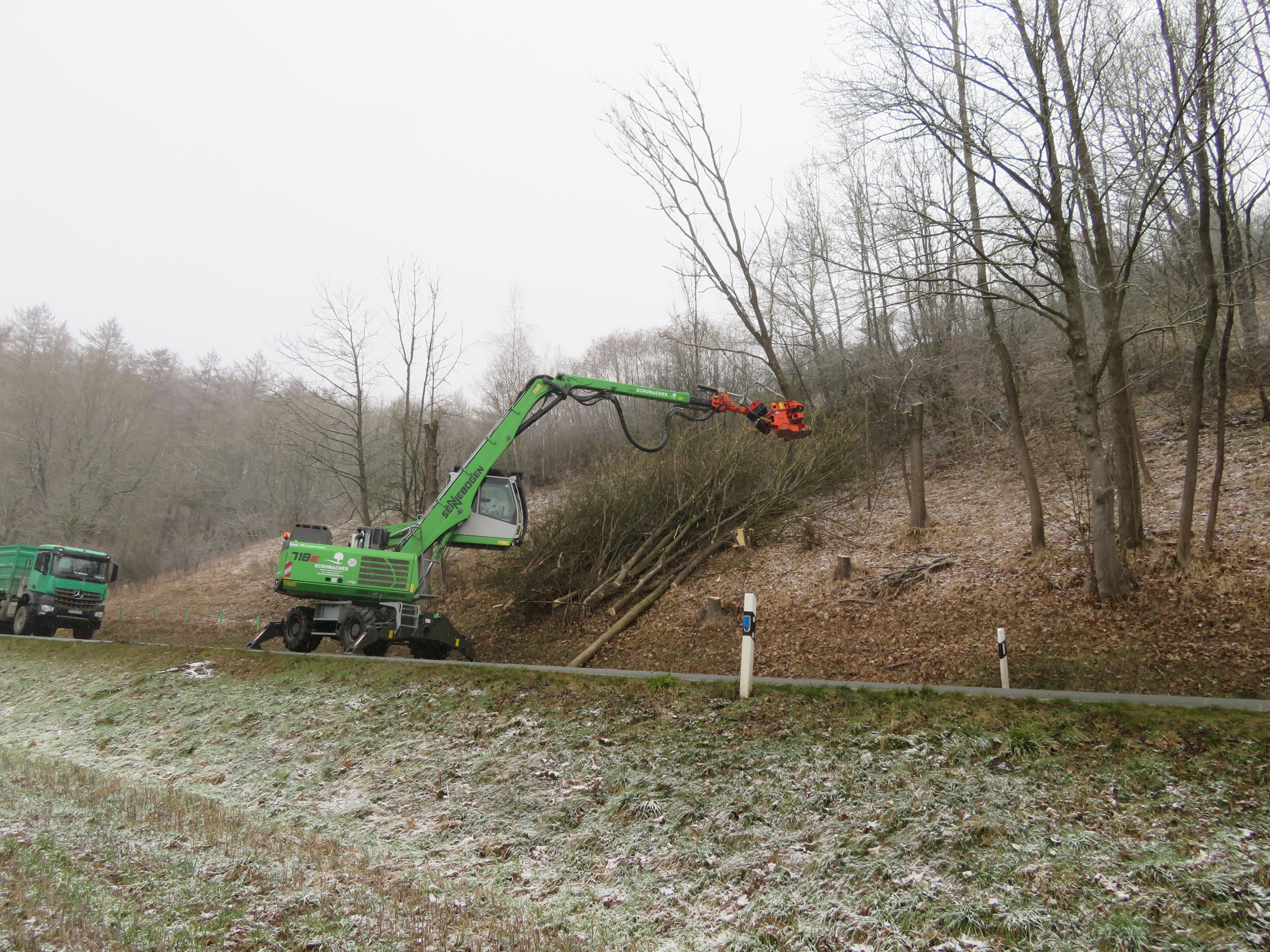
Fällbagger an Landstraße

Das Naturschutzgebiet Halbtrockenrasen am Dahlberg mit einer Größe von 10,81 ha liegt nördlich von Westheim im Stadtgebiet von Marsberg im Hochsauerlandkreis. Es wurde 1985 von der Bezirksregierung Arnsberg als Naturschutzgebiet (NSG) ausgewiesen. 2008 erfolgte mit dem Landschaftsplan Marsberg eine erneute NSG-Ausweisung. Das NSG ist auch als Fauna-Flora-Habitat (FFH) Dahlberg (Natura 2000-Nr. DE-4419-302) im Europäischen Schutzgebietssystem nach Natura 2000 ausgewiesen worden. Es befindet sich im Besitz der Familie von Twickel. Im Westen geht das NSG bis an die Landesstraße 636.

## Beschreibung
Das NSG umfasst einen Kalkmagerrasen mit großen Gebüschbereichen am mäßig steile bis steile Westhang des Dahlberges. Im oberen Hangteil treten kleine Kalkfelsstufen zu Tage und im Norden des NSG befindet sich ein getreppter Felsabfall. Etwa die Hälfte des Trockenrasens ist nahezu unverbuscht und in einem hervorragenden Pflegezustand. Die andere Hälfte ist mäßig, selten auch stärker mit Schwarzdorn verbuscht. Im Norden des NSG befindet sich in einem Feldgehölz ein kleiner, seit langem aufgelassener Steinbruch mit abgeschrägter Felswand.
Das Fachinformationssystem des Landesamtes für Natur, Umwelt und Verbraucherschutz Nordrhein-Westfalen dokumentiert zum NSG:
„Mit seinem Kraut- und Orchideenreichtum ist der Kalk-Trockenrasen am Dahlberg ein hochgradig schützenswerter Magerrasen. 2011 wurden 11 gefährdete Pflanzenarten nachgewiesen. Das Gebiet ist im Biotopverbundsystem von Kalkmagerrasen von landesweiter Bedeutung.“

## Tier und Pflanzenarten

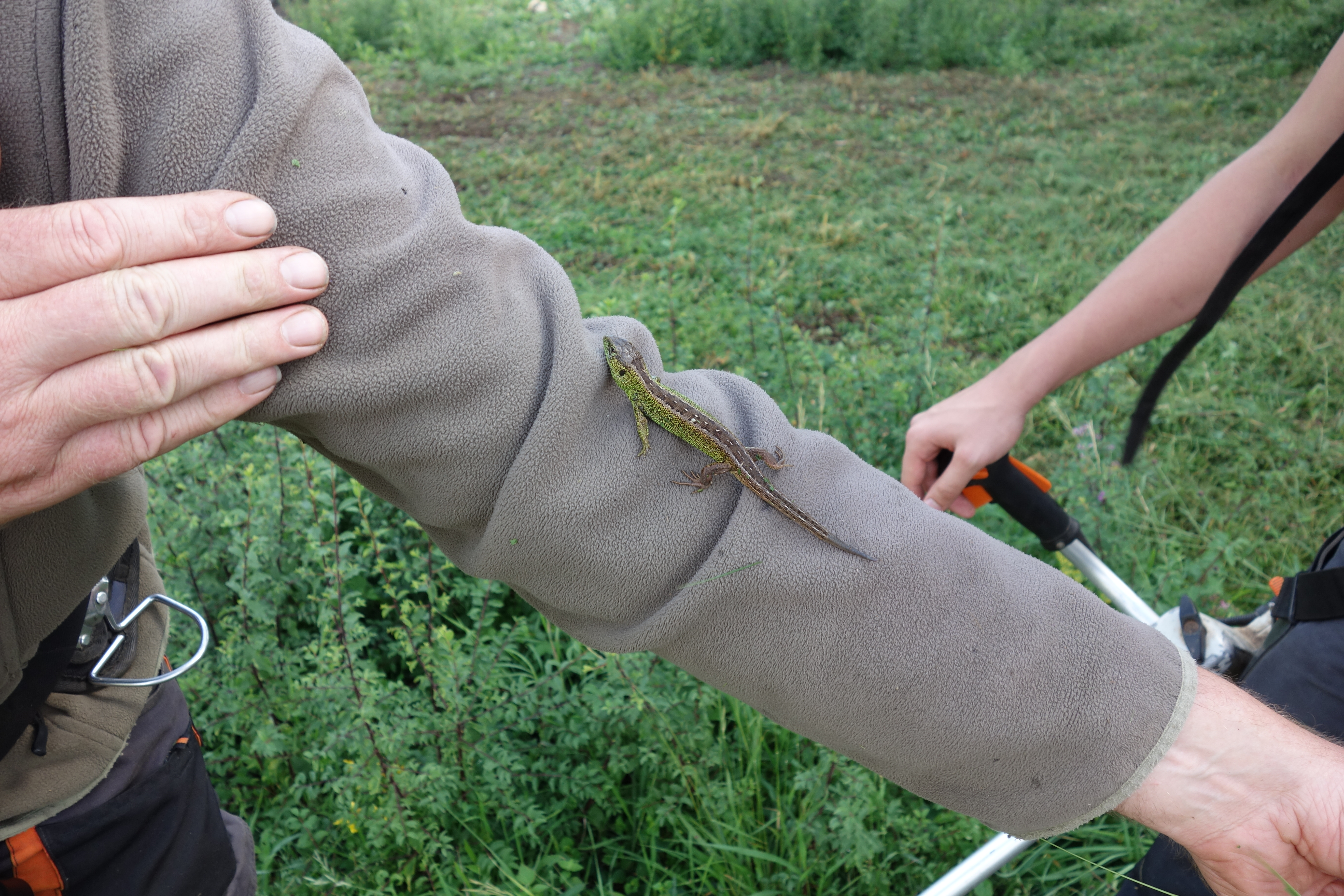
Zauneidechse im NSG

Im NSG brütet der Neuntöter. Es finden sich hauptsächlich die Grasarten Fieder-Zwenke und Echter Wiesenhafer im NSG. Im Frühling ist die Echte Schlüsselblume oft aspektbestimmend. Zu den häufigen Arten im NSG zählen zählen Kleiner Wiesenknopf und Dreizähniges Knabenkraut. Vom Dreigezähntes Knabenkraut wurden 2005 rund 35.000 Exemplare gezählt. Der Bestand vom Dreizähniges Knabenkraut schwankt. In anderen Jahren gab es Bestandsangaben wie über 1000 Individuen dieser Orchidee. Die östliche Hangschulter wird von einer dichten, teils Dornstauchhecke mit z. T. überständigen Bäumen eingenommen.
Das Landesamt für Natur, Umwelt und Verbraucherschutz Nordrhein-Westfalen dokumentierte im Schutzgebiet weitere Pflanzenarten wie Bienen-Ragwurz, Deutscher Fransenenzian, Dürrwurz, Echtes Labkraut, Fliegen-Ragwurz, Frühlings-Fingerkraut, Gemeine Akelei, Gemeiner Dost, Gelbes Sonnenröschen, Großblütige Braunelle, Grünliche Waldhyazinthe, Heide-Günsel, Herbstzeitlose, Kleine Bibernelle, Kleiner Odermennig, Kleines Habichtskraut, Knackelbeere, Knolliger Hahnenfuß, Mücken-Händelwurz, Saat-Esparsette, Schopfige Kreuzblume, Skabiosen-Flockenblume und Tauben-Skabiose.

## Naturschutzmaßnahmen
Ein Schäfer beweidet die Fläche. Seit den 1990er Jahren finden zudem Pflegearbeiten des Verein für Natur- und Vogelschutz im Hochsauerlandkreis (VNV) und der Biologische Station Hochsauerlandkreis im NSG statt. Insbesondere wurden Schwarzdorn-Büsche und Stockausschläge mit Motorsäge und Freischneider entfernt.
Im März 2021 wurden mit einem Fällbagger von der Straße aus absterbende Eschen, die wegen der Verkehrssicherheit entfernt werden mussten, und alle anderen großen Bäume in Falldistanz zur Straße zu entfernen. Der Fällbagger hatte einen Ausleger von 15 m. Die Hydraulikscherre konnte bis 35 cm Stärke alles abschneiden und auch gleich zur Seite heben. Bei über 35 cm Stammstärke haben die Greifer den Baum gehalten und mit der Motorsäge von einem Mitarbeiter der Biologische Station abgesägt. Zuerst scherrte der Bagger aber in 6 bis 8 m den oberen Teil des Baumes ab und hob ihn beiseite. Bei einigen ganz großen Bäumen wurde der Baum gehalten und zuerst ein Fällkerb mit der Motorsäge geschnitten. Nach dem absägen wurde der Baum dann Richtung Hang umgedrückt und dann in per Hydraulikscherre zerteilt. Die abgescherrten Bäume packte der Baggerfahrer auf Haufen. Später wurden die Bäume gehäckselt.